# Luis Mayanés
C. Luis Lindorfo Mayanés (né au Chili le 15 janvier 1925 et mort le 6 novembre 1979) était joueur de football chilien international, dont le poste était milieu de terrain.

## Biographie

### Club
Durant sa carrière de club, Mayanés a joué un temps dans sa carrière à l'Universidad de Chile.

### Sélection
Lors de sa carrière internationale, il évolue en sélection avec le Chili, et prend notamment part à la coupe du monde 1950 au Brésil, où les Chiliens sont éliminés dès le 1er tour.